# Barič (okręg braniczewski)
Barič (cyr. Барич) – wieś w Serbii, w okręgu braniczewskim, w gminie Golubac. W 2011 roku liczyła 352 mieszkańców.